# Arthur Dyke Acland
Pour les articles homonymes, voir Arthur Acland et Acland.
Arthur Herbert Dyke Acland 13e baronnet (13 octobre 1847 - 9 octobre 1926) est un homme politique libéral et un auteur politique. Il est surtout connu pour son implication dans l'éducation, en tant que vice-président du Council of Education sous William Ewart Gladstone et le comte de Rosebery entre 1892 et 1895. 

## Jeunesse et éducation
Il est né à Holnicote, près de Porlock, Somerset, le deuxième fils de Thomas Dyke Acland (11e baronnet), et Mary, fille de Charles Mordaunt, 8e baronnet. Thomas Dyke Acland (12e baronnet), est son frère aîné. Il fait ses études à la Rugby School et à la Christ Church, Oxford, et est appelé au barreau à Inner Temple en 1867. 

## Début de carrière
Après ses études, Acland devient maitre de conférences et tuteur au Keble College d'Oxford. Il devient diacre dans l'Église d'Angleterre en 1872 et prêtre en 1874. Il se retire des ordres sacrés en 1879 pour poursuivre une carrière politique. Il occupe divers postes dans les collèges d'Oxford de 1877 à 1885, notamment son administration, à partir de 1878, des Oxford Extension Lectures, qui ont à la fois approfondi ses connaissances dans le domaine de l'éducation et l'ont mis en contact avec les classes industrielles du Nord. d'Angleterre, qui devient sa base politique. En 1886, il est président du deuxième jour du Congrès coopératif. 
En 1879, il siège au comité pour créer un collège de femmes d'Oxford "dans lequel aucune distinction ne sera faite entre les étudiants en raison de leur appartenance à différentes confessions religieuses". Cela aboutit à la fondation de Somerville Hall (plus tard Somerville College). 

## Carrière parlementaire
Bien qu'aristocrate riche, Acland devient le candidat libéral pour la circonscription industrielle de Rotherham. L'incongruité est accrue par le fait que la ville du Yorkshire est à plusieurs centaines de kilomètres du domicile d'Acland dans le Devon. Néanmoins, il est facilement élu en 1885 et reste député de Rotherham jusqu'à la fin de sa carrière politique en 1899. 
Il devient l'un des principaux parrains de la Welsh Intermediate Education Act de 1889, rendant les conseils de comté du Pays de Galles responsables de l'éducation   - une réforme qui n'est introduite en Angleterre qu'en 1902. En 1892, William Ewart Gladstone nomme Acland vice-président du Conseil de l'éducation avec un siège au cabinet. Son statut de membre du cabinet lui confère un contrôle effectif sur les autorités éducatives (le président du Conseil, Lord Kimberley, est une figure de proue). Il est admis au Conseil privé en même temps. 
Les principales réalisations législatives d'Acland sont promulguées en 1893: la loi sur l'enseignement primaire (enfants aveugles et sourds) et la loi sur l'enseignement primaire (fréquentation scolaire) (qui rend l'enseignement obligatoire jusqu'à l'âge de onze ans). La même année, il promulgue le Code de la formation continue du soir, qui jette les bases de l'éducation des adultes, et publie la circulaire 321, qui exige des inspecteurs qu'ils soumettent au Département de l'éducation un rapport sur l'état des bâtiments et des appareils dans chaque école primaire publique. 
La santé physique et mentale d'Acland n'est pas à la hauteur des tâches qu'il a entreprises, et sa mauvaise santé persiste après son départ de son poste après la défaite des libéraux aux élections générales de 1895. Bien que réélu, il démissionne du Parlement en 1899. 
Après sa retraite, Acland siège à plusieurs commissions gouvernementales. En 1908, il refuse une pairie. Il travaille sur les éditions révisées de son Handbook in Outline of the Political History of England (co-écrit avec Cyril Ransome, père de l'auteur pour enfants Arthur Ransome), une norme de longue date dans le domaine. 

## Famille
Il épouse Alice Sophia Cunningham, fille du révérend Francis Macaulay Cunningham, en 1873. En 1919, à l'âge de 71 ans, il succède à son frère comme neuvième baronnet de Columb-John de la création de 1644 et treizième baronnet de Columb-John de la création de 1678. Il est décédé en octobre 1926, à l'âge de 78 ans, et son fils aîné, Francis, lui succède. Lady Acland est décédée en juillet 1935. 